# FCヘルマンシュタット
AFCヘルマンシュタット（Asociația Fotbal Club Hermannstadt ドイツ語発音: [ˈhɛʁmanʃtat]）は、ルーマニアのシビウ県シビウをホームタウンとするサッカークラブである。ヘルマンシュタットはシビウのドイツ語名である。

## 歴史
2015年に創設された。
リーガ4・シビウ県リーグに参加して優勝、昇格プレーオフでゴルジュ県優勝のカルブネシュティに1-0、5-1で勝利してリーガ3昇格を果たした。リーガ3ではセリア5に所属して優勝、2シーズン連続で昇格を果たした。シビウのクラブがリーガ2に所属するのは2011-12シーズンにリーガ1から降格し、2012年にリーガ2から撤退したCSUヴォインツァ・シビウ以来となる。
2017年8月5日に行われたCSバロテシュティ戦でリーガ2でのデビューを果たし、3-0で初勝利を挙げた。第34節にAFCキンディア・トゥルゴヴィシュテと1-1で引き分けて2位以上を確定し、クラブ創設から3年でリーガ1昇格を果たした。2017-18シーズンはクパ・ロムニエイでも躍進、準決勝でCSガズ・メタン・メディアシュに勝利して決勝に進出した。下位リーグのクラブが決勝に進出するのは1981-82シーズンのFCバヤ・マレ以来36シーズンぶり通算15回目であった。決勝ではCSウニヴェルシタテア・クラヨーヴァに0-2で敗れて準優勝に終わった。
2018年7月21日に行われたシェプシOSKスフントゥ・ゲオルゲ戦でリーガ1でのデビューを果たし、1-0で初勝利を挙げた。

## 獲得タイトル

### 国内タイトル
- リーガ3：1回
  - 2016-17

- リーガ4：1回
  - 2015-16

### 国際タイトル
- なし

## 過去の成績
| シーズン | ディビジョン | ディビジョン | ディビジョン | ディビジョン | ディビジョン | ディビジョン | ディビジョン | ディビジョン | ディビジョン | クパ・ロムニエイ |
| シーズン | リーグ       | 試           | 勝           | 分           | 敗           | 得           | 失           | 点           | 順位         | クパ・ロムニエイ |
| -------- | ------------ | ------------ | ------------ | ------------ | ------------ | ------------ | ------------ | ------------ | ------------ | ---------------- |
| 2016-17  | リーガ3      | 28           | 21           | 4            | 3            | 64           | 23           | 67           | 1位          |                  |
| 2017-18  | リーガ2      | 38           | 27           | 10           | 1            | 66           | 13           | 91           | 2位          | 準優勝           |
| 2018-19  | リーガ1      | 26           | 9            | 5            | 12           | 25           | 28           | 32           | 10位         | 準々決勝敗退     |
| 2019-20  | リーガ1      |              |              |              |              |              |              |              | 8位          | 準々決勝敗退     |
| 2020-21  | リーガ1      |              |              |              |              |              |              |              | 14位         |                  |
| 2021-22  | リーガ2      |              |              |              |              |              |              |              |              |                  |

## 歴代監督
- ヴァシレ・ミリウツァ 2020

## 歴代所属選手
- イリヤ・アントノフ 2018-2019
- ベサルト・アブドゥラヒミ 2018-2019
- アレクサンドル・マツェル 2019,2021-
- ウスマン・ヴィエラ 2019-2021
- 三野草太 2021-